# Cmentarz Addolorata w Paoli
Cmentarz Addolorata w Paoli (Cmentarz Matki Boskiej Bolesnej) – neogotycki cmentarz w Paola, zaprojektowany przez Emanuele Luigi Galizię.

## Historia
Cmentarz i kaplica Addolorata zostały zaprojektowane przez architekta Emanuele Luigiego Galizię. Przed opracowaniem planów w latach 1860–1862 odbył on podróż po Europie, podczas której odwiedził Włochy, Francję i Wielką Brytanię. Wzorem dla projektu stał się paryski cmentarz Montmartre. Cmentarz został zbudowany w latach 1862–1868 na wzgórzu znanym jako Tal-Ħorr, które było miejscem pochówków od czasów prehistorycznych. Chociaż otwarcie cmentarza nastąpiło 9 maja 1869 roku, pierwszy pogrzeb odbył się 23 stycznia 1872 roku.
W 2017 roku Ministerstwo Zdrowia, które zarządza cmentarzem, zaplanowało kolejne powiększenie cmentarza o 2800 grobów, które mają być utrzymane w stylu pozostałej (neogotyckiej) części cmentarza.
Na cmentarzu Addolorata znajduje się 250 pochówków personelu wojskowego Commonwealthu z okresu I wojny światowej i 18 z II wojny światowej.

## Kaplica
W centrum cmentarza znajduje się neogotycka kaplica Matki Bożej zbudowana z wapienia maltańskiego. Jej iglica widoczna jest z odległości wielu kilometrów mimo otaczających drzew. Kaplica została konsekrowana w 1869 roku. Do 2011 roku opiekował się nią zakon braci kapucynów.